# SOS Kanal
SOS Kanal, en serbe cyrillique СОС Канал, est une chaîne de télévision locale serbe dont le siège est à Belgrade, la capitale du pays. Elle est spécialisée dans le sport.
SOS Kanal émet dans la région de Belgrade.